# Doose-Syndrom
Das Doose-Syndrom, auch als myoklonisch-astatische Epilepsie (kurz MAE) oder Epilepsie mit myoklonisch-atonischen Anfällen bezeichnet, ist ein Erkrankungsbild in der Neurologie. Das Doose-Syndrom ist ein eigenständiges Syndrom, das zur Gruppe der idiopathischen generalisierten Epilepsien im Kindesalter gehört. Es wurde erstmals 1964 von dem deutschen Kinderneurologen und Epileptologen Hermann Doose
und 1968 von dem deutschen Kinderneurologen und Epileptologen Rolf Kruse 1968 beschrieben.

## Häufigkeit
Das Doose-Syndrom ist mit einer Häufigkeit von 2 bis 4 Prozent der Epilepsien im Kindesalter ein seltenes Erkrankungsbild. Jungen sind etwa doppelt so häufig betroffen.

## Klinische Kennzeichen und Krankheitsverlauf
Die Erkrankung manifestiert sich meist zwischen dem 1. und 6. Lebensjahr mit epileptischen Anfällen in Form von generalisiert tonisch-klonischen Anfällen, Absencen und/oder Fieberkrämpfen. Die für das Syndrom charakteristischen myoklonischen und myoklonisch-atonischen Anfälle (atonisch ist ein Synonym für astatisch) treten häufig erst im Verlauf auf der Erkrankung auf. Sie sind jedoch nicht spezifisch für das Doose-Syndrom. Vor Auftreten erster Anfälle sind die Kinder in der Regel klinisch unauffällig. Initial können die Anfälle explosionsartig, das heißt mit sehr hoher Anfallsdichte auftreten. Die myoklonisch-atonischen Anfälle dauern meist nur wenige Sekunden. Die Betroffenen fallen dabei typischerweise durch plötzlichen Tonusverlust der Muskulatur blitzartig in sich zusammen. Wenn sie sich dabei nicht verletzen, können sie direkt nach dem Anfall wieder aufstehen. Folge der zahlreichen Anfälle kann jedoch eine Enzephalopathie mit kognitivem Abbau sein.

## Diagnose
Bildgebende Verfahren zur Untersuchungen des Gehirns wie Computertomographie oder Magnetresonanztomographie zeigen in der Regel keine Auffälligkeiten oder nur unspezifische Veränderungen. Die Elektroenzephalographie, die Ableitung der Hirnströme, ist zu Beginn der Erkrankung zwischen den Anfällen häufig noch unauffällig. Im Verlauf lassen sich irreguläre Spike-wave-Komplexe und abnorme Theta-Rhythmen auf.
Die Diagnose eines Doose-Syndroms kann nach den 1989 definierten Kriterien der Liga gegen Epilepsie gestellt werden bei
- Vorliegen einer normalen psychomotorischen Entwicklung des Kindes vor Beginn der Epilepsie,
- fehlenden hirnmorphologischen Abnormalitäten,
- Beginn der Anfälle zwischen dem 6. Lebensmonat und dem 6. Lebensjahr
- elektroenzephalographischen Nachweis einer primär generalisierten spike- und poly-spike-wave-Aktivität sowie fehlenden fokalen EEG-Veränderungen und bei
- Ausschluss differenzialdiagnostisch in Betracht kommender Epilepsiesyndrome mit myoklonischen Anfällen. Dies gilt insbesondere für die schwere oder benigne Form der myoklonischen Epilepsie des frühen Kindesalters, für das West-Syndrom und für das Lennox-Gastaut-Syndrom.[4]

Insbesondere die Unterscheidung vom häufigeren Lennox-Gastaut-Syndrom kann schwierig sein. Spricht ein Patient mit myoklonisch-astatischen Anfällen auf eine Therapie mit Valproinsäure gut an, ist ein Lennox-Gastaut-Syndrom unwahrscheinlich.

## Therapie
Zur akuten Behandlung epileptischer Anfälle im Rahmen eines Doose-Syndroms werden in erster Linie Valproinsäure und Benzodiazepine eingesetzt. Auch zur Anfallsprophylaxe ist die Therapie der ersten Wahl Valproinsäure. Benzodiazepine sind aufgrund der meist nach einigen Wochen nachlassenden Wirkung keine geeignete Therapie zur Dauermedikation. Sollte Valproinsäure zur Anfallsprophylaxe nicht ausreichen, ist eine Kombination mit Lamotrigin oder mit Ethosuximid möglich. Die Antikonvulsiva Phenytoin, Carbamazepin, Oxcarbazepin und Vigabatrin sind in der Regel nicht wirksam.